# La Chapelle-de-Bragny
 La Chapelle-de-Bragny  es una población y comuna francesa, en la región de Borgoña, departamento de Saona y Loira, en el distrito de Chalon-sur-Saône y cantón de Sennecey-le-Grand.

## Demografía
| 180 | 189 | 168 | 204 | 203 | 226 |
| Para los censos de 1962 a 1999 la población legal corresponde a la población sin duplicidades (Fuente: INSEE [Consultar]) |     |     |     |     |     |